# Кушум
Кушу́м (каз. Көшім) — село у складі Байтерецького району Західноказахстанської області Казахстану. Входить до складу Кушумського сільського округу.
Населення — 1475 осіб (2021; 1615 у 2009, 1817 у 1999, 2095 у 1989).